# نتح

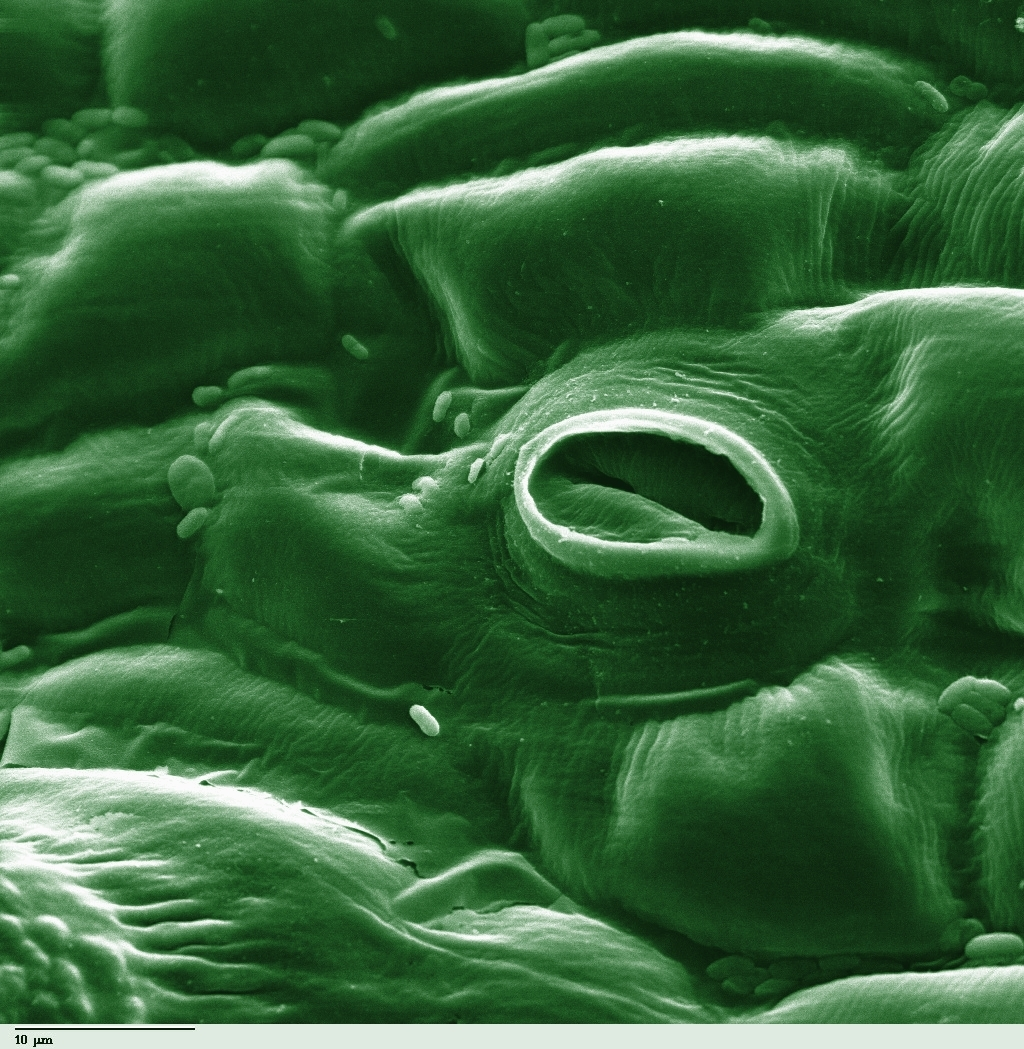
النتح في ورقة طماطم تحت المسح الضوئي للمجهر الالكتروني

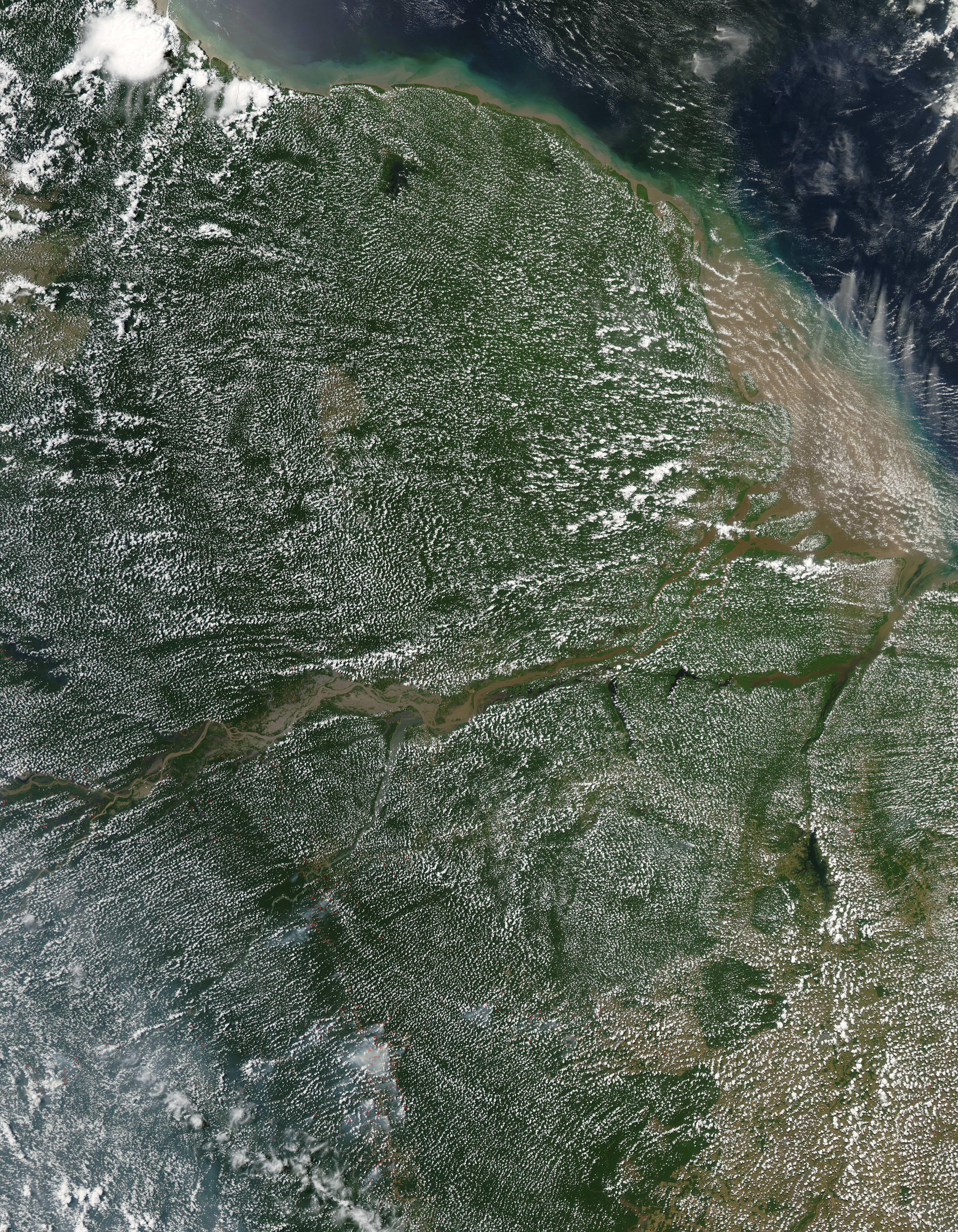
الغيوم في هذه الصورة من غابات الأمازون هي نتيجة النتح.

النتح أو نتح ثغري خروج الماء على شكل بخار من أجزاء النبات المعرضة للهواء وخصوصاً الأوراق قد يحدث النتح للسيقان أو الازهار أو الجذور وذلك عن طريق المسام النباتية. والنتح نوعان:
1. عن طريق الطبقات الخارجية لخلايا البشرة و الكلاب
2. من خلال الفوهات أو الفم

الماء ضروري للنبات ولكن النبات لا يستخدم إلا جزءاً بسيطاً فقط من الماء الممتص عن طريق الجذور في النمو والتمثيل الغذائي. في حين يتم فقدان ما تبقى (من 99% إلى 99.5%) بواسطة النتح.
عملية النتح تحدث من خلال فتحات الثغور وذلك للسماح بدخول غاز ثاني أكسيد الكربون الذي تحتاجه النباتات في عملية التركيب الضوئي.

## العوامل المؤثرة في النتح
عوامل داخلية : اتساع الفتحات الثغرية وعددها وكمية المحتوي المائي للخلايا الناتجة.
عوامل خارجية : الضوء – الحرارة - معدل الرطوبة – حركة الهواء.
كما أن للنتح أهمية كبرى في النباتات فهو المسبب الأساسي لصعود العصارة النيئة (الماء الممتص من التربة والأملاح المذابة فيه) للأوراق والساق في أعالي النباتات وتعرف هذه الظاهرة بالقوة السالبة.
فتبدأ بتبخر الماء من النسيج الاسفنجي في الورقة مما يؤدي لزيادة الاسموزية في خلايا الورقة مما يؤدي لسحب الماء من الأوعية الخشبية الموجودة في الساق والتي بدورها تسحب الماء من الأوعية الخشبية الموجودة في الجذور والتي تستمد الماء من التربة، هكذا يتم رفع الماء لأعالي الاشجار.
وتعتمد هذه الخاصية على قوة تماسك جزيئات الماء مع بعضها البعض وقدرتها على الالتصاق بجدران الأوعية الخشبية الموجودة بها.
ويكون عمود الماء في هذه الأوعية الخشبية تحت تأثير السحب من الأعلى بدل الدفع من الأسفل لذا تسمى هذه الخاصية بالقوة السالبة، كما تسمى بالقوة الأساسية لأنها السبب الرئيسي في ارتفاع العصارة الناضجة للأوراق في النباتات الشاهقة.

## مقر النتح
ينقسم النتح إلى صنفين أساسيين، عبر الثغور (Transpiration stomatique)، وعبر الأدمة (Transpiration cuticulaire). مع العلم أن أكبر نسبة من الفقد تتم عبر النتح الثغري، بينما لا يمثل نتح الأدمة سوى حوالي 5 إلى 10 % من مجموع ما يفقده النبات من المياه في المناطق المعتدلة. في العموم لا يكون نتح الأدمة مهما إلا في نباتات المناطق الرطبة ذات الأدمة الرقيقة، ويكون أقل أهمية لدى نباتات المناطق الجافة التي تحتوي أدمة غليظة. كما يمكن مشاهدة نوع ثالث يعرف بالنتح العديسي (Transpiration lenticulaire)، أقل أهمية من النوعين السابقين، ويتم عبر فتحات دقيقة في الأنسجة الفلينية التي تغطي أسطح السيقان والأفرع.

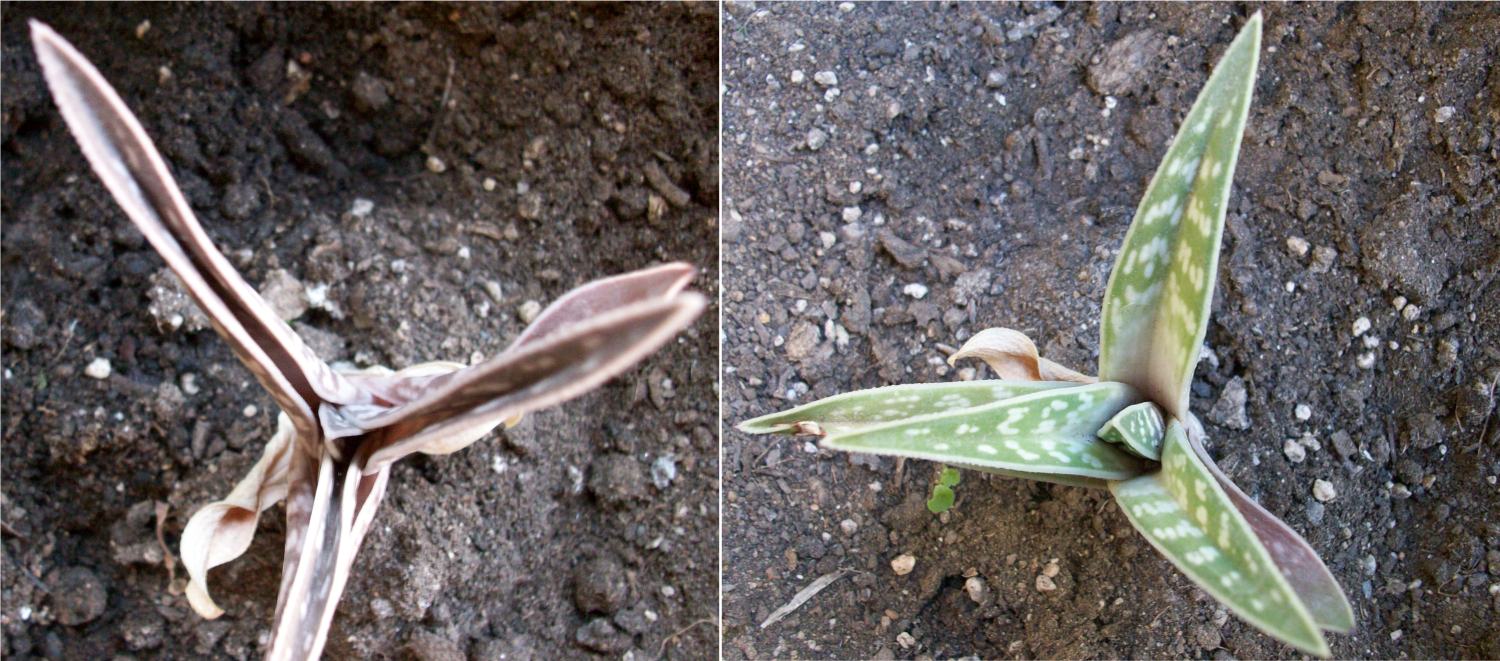
(من اليسار) بعض النبات الصحراوي تقلل من سطح أوراقها خلال فترة القصور المائي أو الجفاف. عندما تكون درجات الحرارة باردة بما فيه الكفاية ومستويات المياه كافية الأوراق توسيع مرة أخرى (إلى اليمين).

## آلية انفتاح وانغلاق الثغر
للخلايا الحارسة جدار داخلي والمواجه للفتحة الثغرية سميك، مقارنة مع الجـدران المقابلة لها أي الخارجية ذات الجدران المرنة. يزداد الضغط الانتفاخي للخلايا الحارسة بدخول الماء إليها من الخلايا المجاورة. بانتفاخ الخلايا الحارسة تتأثر جدرانها الخارجية وهي الأرق بشكل أكبر من تأثر الجدران السميكة أي الداخلية، ولذلك تتمدد إلى داخل خلايا البشرة المحيطة. ويؤدي التغير الحاصل في شكل الخلايا الحارسة إلى زيادة مساحة فتحة الثغر. أما نقصان الانتفاخ في الخلايا الحارسة فيحدث بسبب فقدان الماء، ومن ثم يسمح تقلص الحجم باستعادة الجدران الداخلية المرنة لشكلها الأولي مما يتسبب في انغلاق الثغر.
ورغم علمنا بهذه الظاهرة منذ 1856، غير أننا نجهل دائما الحقيقة التي تدفع بالخلايا الحارسة لامتصاص أو فقد الماء، واعتقد الجميع لمدة طويلة أن مواد تحلل النشاء هي التي تساهم في انطلاق ظاهرة الحلول (Osmose). ففي 1968 قام (R.A Fisher) بغطس شرائط من البشرة السفلية لنبات الفول (Vicia faba) داخل محلول من كلوريد البوتاسيوم بتراكيز مختلفة. فلاحظ عند الإضاءة وفي جو فقير من CO2 انفتاح الثغر، لأن الخلايا الحارسة تمتص أيونات البوتاسيوم (K+)، متبوعة بارتفاع للضغط الحلولي (الأسموزي). ويبدو أن النقل الفعال يتدخل في امتصاص أيونات البوتاسيوم (K+) عند بدء عملية البناء الضوئي. ويرجع ذلك إلى أن البناء الضوئي يحدث انخفاضا في تركيز CO2 داخل الورقة، فيتم عندها بسرعة امتصاص لـ (K+) بواسطة الخلايا الحارسة متبوع بفتح الثغر. وبالعكس فإن الحركة العكسية لـ (K+) خارج الخلايا الحارسة يحدث غلق للثغر الناجم عن الانكماش.
لا يمكن للبناء الضوئي أن ينظم وحده هذه الآلية، إن لكمية الماء المتوفرة في خلايا الورقة دورا تلعبه أيضا. عندما ينقص الورقة الماء، فأنها تذبل، وتغلق الثغور. وهذا ناجم عن هرمون نباتي يعرف بحمض الأبسيسيك ("ABA "Acide abscissique)، تفرزه الخلايا عندما يكون هناك إجهاد أو نقص مائي، مما يجبر الـ (K+) على مغادرة الخلايا الحارسة، ويعرف هذا الهرمون النباتي من طرف علماء فسلجة النبات بهرمون الإجهاد أو النقص المائي (Hormone de stress). كما لوحظ في دراسات عديدة أن الأس الهيدروجيني (pH) المرتفع يحفز فتح الثغور، أما الأس الهيدروجيني (pH) المنخفض فيحفز غلق الثغور.

## العوامل المؤثرة على شدة النتح
يمكن تقسيم العوامل المؤثرة على شدة النتح إلى صنفين، أحداهما خاص بعوامل النبات والآخر خاص بالعوامل البيئية:

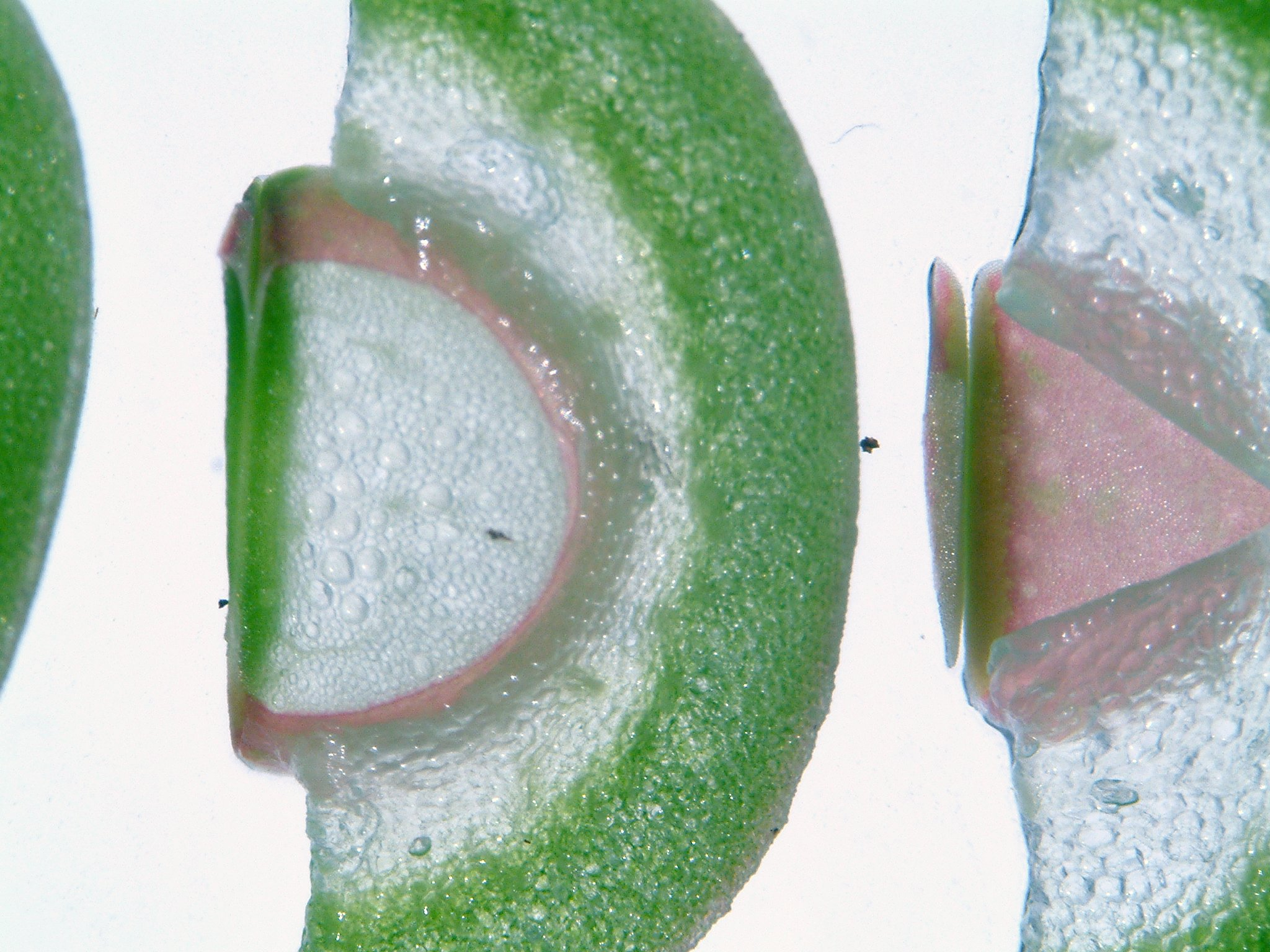
تشريح يوضح كيف تحافظ النباتات على الثغور مغلقة في النهار للحد من النتح.

### عوامل النبات
- نسبة المجموع الجذري إلى نسبة المجموع الخضري:

عندما تكون جميع الظروف مناسبة للنتح الجيد، فإن كفاءة سطح الامتصاص (سطح الجذر) والسطح الناتح (سطح الورقة) هما المتحكمان في معدل النتح. فلو كان امتصاص الماء أقل من النتح، فإن النبات يعاني من نقص الماء بداخله، وبالتالي سوف يقلل النتح. فقد وجد أن النتح يزداد بزيادة نسبة الجذر إلى الساق.
- مساحة الورقة:

من المنطق أن نفترض أنه كلما كبرت مساحة الورقة زاد فقد الماء. هذا الافتراض صحيح، إلا أن التناسب بين مساحة الورقة وفقد الماء غير صحيح. لذلك فقد لوحظ أن تقليم أشجار الفاكهة يزيد من معدل نتحها لكل وحدة من مساحة الورقة، إلا أن الماء الكلي المفقود يكون أعلى في الأشجار غير المقلمة. وربما تنشأ هذه الحالة من تلك الحقيقة، إلا وهي أن المجموع الجذري للأشجار المقلمة يمدها بكمية أكثر من الماء إلى عدد أقل من الأوراق وبالتالي زيادة كفاءة النتح.
- عدد الثغور وتركيب الورقة

تظهر في العادة نباتات المناطق الجافة عددا من التحورات التركيبية خاصة بأوراقها. فلأوراق تلك النباتات طبقة أدمة شمعية سميكة وجدر خلوية سميكة، وخلايا برانشيمية عمادية ذات تطور عالي، وثغور غائرة، وتغطى بشعيرات بشرية ميتة...الخ. فعند مقارنة أوراق نبات من المناطق الجافة مع أوراق نبات من المعتدلة بالعيش في ظروف الجفاف جنبا إلى جنب؛ فسوف نلاحظ الذبول المبكر على أوراق نباتات المناطق المعتدلة، قبل ظهورها على أوراق نباتات الجفاف بمدة زمنية أطول. كما أن ثغور أوراق نباتات المناطق الجافة تغلق تحت ظروف الجاف وفي وجود الضوء أيضا، وعندها يمثل نتح الأدمة الوسيلة الوحيدة لفقد الماء. كما لاحظ العديد من الباحثين أن الإمداد الكافي بالماء، يؤدي إلى أن معدل النتح لأنواع المناطق الجافة يكون أعلى منه في نباتات المناطق المعتدلة؛ ويرجع ذلك جزيئا إلى العدد الأكبر من الثغور لوحدة المساحة، والتشعب الغزير للعروق في أوراق نباتات المناطق الجافة يكون عاليا مقارنة مع نباتات المناطق المعتدلة. كما يمكن تصنيف النباتات وفق أوساطها البيئية المناسبة (الجدول 2).
- المرض:

إن تأثير الأمراض على العلاقات المائية للنبات نادرا ما يلفت انتباه الباحثين. ومع ذلك فقد أشار البعض بأنه عند عملية تكوين أبواغ الصدأ، على أوراق الفاصوليا المصابة به، لوحظ ازدياد عملية النتح في هذه النباتات بمقدار 50% عنه في النباتات السليمة؛ كما لوحظ ازدياد النتح عندما تصاب أوراق الشعير بمرض العفن الفطرى

### عوامل البيئة
تلعب عوامل البيئية المحيطة أهمية كبيرة، من حيث التأثير على معدل النتح: كالضوء، درجة حرارة، تركيز CO2، نسبة رطوبة الهواء، الرياح ومحتوى الماء في التربة.
- الضوء:

يحتل تأثير الضوء العامل الأساسي بين جميع العوامل المؤثرة على النتح حيث أن له التأثير الجوهري على حركة الثغور. تنفتح ثغور الورقة بصفة عامة، عند تعرضها للضوء، وتستمر مفتوحة تحت ظروف الإضاءة المستمرة، ما لم تصبح بعض العوامل الأخرى محددة، وتغلق الثغور عند تعرضها للظلام. وتختلف كمية الضوء اللازمة لإحداث أقصى فتح للثغور باختلاف الأنواع النباتية، لكنها أقل عن تلك التي تحدث أقصى تمثيل ضوئي. ويبدو أن للضوء تأثير على مستوى خلايا النسيج المتوسط للورقة (الميزوفيل) بواسطة البناء الضوئي. بالإضافة إلى أن للضوء الأزرق تأثير مباشرة على الثغور، إلا أن آلية التأثير غير معروفة على وجه التحديد.
- درجة الحرارة:

تؤثر درجة الحرارة قليلا على مدى تفتح الثغور، ولكن تؤثر بدرجة أكبر على سرعة حركة الثغور. وتتفاعل الثغور ببطء مع درجات الحرارة المنخفضة. ونظرا لقدرة الحرارة على تغيير عوامل أخرى (مثل الجهد المائي للنبات، شدة البناء الضوئي والشدة التنفسية)، لذلك فإنه من الصعب فصل التأثيرات المباشرة للحرارة عن التأثيرات غير المباشرة.
- تركيز ثاني أكسيد الكربون:

للثغور رد فعل كيميائي على تغيرات تركيز الـCO2 داخل الجو بين خلوي. وبالعكس فبالنسبة للتغيرات الـ CO2 في الهواء المحيط بالثغر قليلة التأثير وخاصة عندما تكون الثغور مغلقة. فقد لوحظ أن الانخفاض في تركيز CO2، تحث الثغور على الانفتاح، والتركيز العالي يؤدي إلى إغلاقها.
- نسبة الرطوبة:

يمكن إيقاظ وضبط حركة الثغور بواسطة التغيرات في الجهود المائية، داخل خلايا الورقة من جهة والجو المحيط بالثغر من جهة ثانية. فقد لوحظ أن الجو المحيط بالثغر والمشبع بالرطوبة يعمل على غلق الثغور، بينما الجوف الجاف يعمل على فتحها كما أنه في حالة انخفاض طفيف للجهد المائي في التربة يؤدي إلى حث البناء الحيوي لحمض الأبسيسيك الذي يساهم بسرعة عالية في غلق الثغور، للحفاظ على مستوى فسيولوجي مناسب للماء داخل النبات.
- الرياح:

يمكن للرياح أن تسبب زيادة في معدل النتح، ويمكنها أيضا أن تتسبب في غلق الثغور. وبالتالي فإنها تظهر كلا من التأثير السالب والموجب على النتح؛ ويتوقف كل ذلك على نسبة الرطوبة فيها وعلى سرعتها أيضا.
- المحتوى المائي للتربة:

إن معدل امتصاص الماء من قبل النبات قد يقل عن فقدان الماء بالنتح لمدة قصيرة دون حدوث أي تغير يذكر على النبات. وفي حالة استمرار هذه الوضعية فان نقص الماء في النبات سوف يحدث ذبولا، وبهذا فان ماء التربة يوفر كفاءة امتصاص من قبل النبات تؤثر على معدل النتح. لذلك فجاهزية وميسيورية ماء التربة لجذور النبات، وكفاءة امتصاصه، لها أهميتها العميقة على معدل النتح.
- قياس النتح:

ويقاس النتح بطرق عدة، نذكرها بشكل مختصر وهي: الطرق الوزنية، الطرق الحجمية، قياس الفقد في بخار الماء، طريقة الجزء الخضري المقطوع، وسرعة جريان العصارة النباتية، البوتومتر، طريقة ورقة كلوريد الكوبالت....الخ.

## الإدماع
الإدماع هو ان يخرج الماء على شكل سائل. الشكل العام لفقد الماء عن طريق بخار الماء، ولكن في بعض الحالات قد تكون عملية الفقد في الصورة السائلة، وقبل البدء في تعريف الإدماع، يجب أن نميز بين ماء الإدماع، وماء الندى (Rosée)، فالأخير يحدث بعد يوم دافئ عندما تكون السماء صافية، وتكون درجة حرارة الأسطح المكشوفة لغالبية الأجسام ومنها الأوراق، أبرد من الهواء المحيط نتيجة للإشعاع، كما يبرد الهواء الملاصق لهذه الأسطح الباردة، مما يترتب عليه تكاثف رطوبة الهواء في صورة ندى. ويختلف الندى عن الإدماع من حيث موضعه وشكله، فهو يتكون على هيئة طبقة رفيعة من الماء، أو يتحد على هيئة قطرات تغطي كامل سطح الورقة، ولقد صدق إيليا أبو ماضي في قصيدته «كن جميلا ترى الوجود جميلا» عندما قال:
ويرى الشوك في الورود ويعمى
أن يرى فوقها الندى إكليلا
بينما الإدماع يتجمع ماءه عند أطراف الأوراق فقط، فتعرف الظاهرة عندها بعملية الإدماع أو التدمع أي نضح الماء السائل من الأوراق (كل إناء بما فيه ينضح)؛ ويظهر الماء فيها على أطراف وأسطح الأوراق في صورة قطرات لؤلؤية صافية، تشاهد عادة في الصباح الباكر (الشكل 12) وبارتفاع درجة الحرارة مع طلوع الشمس يتبخر ماء التدمع أو تعيد الورقة امتصاصه.
وفي الغالب يحدث الإدماع، عندما يكون امتصاص الماء بواسطة الدفع الجذري سريعا نسبيا، مما يزيد من ضغط الجذور ولا تكون الظروف مناسبة لحدوث ارتفاع في معدل النتح.
ويحدث الإدماع في الكثير من النباتات كالنجيليات (Poaceae)، والباذنجانيات (Solanaceae)، والكرنب، ويكون بمعدل كبير في النباتات الاستوائية (Plantes tropicales)؛ فنجد مثلا أن الورقة الواحدة لنبات أذن الفيل أو القلقاس (Colocasia)، تفقد ما يعادل نصف كوب من الماء بواسطة الإدماع في ليلة واحدة. ويخرج ماء الإدماع في العادة من ثغور متخصصة تعرف بالثغور المائية (Stomates aquifères)، توجد بالقرب من نهايات العروق الرئيسية للورقة، كما هو الحال لدى نبات كاسر الحجر (Saxifraga lingulata)، من فصيلة كاسرات الحجر (Saxifragaceae)؛ وتختلف الثغور المائية عن باقي الثغور في كونها تبقى مفتوحة ليلا ونهارا أثناء عمر الورقة. ويرى بعض علماء الأمراض النباتية بأن ماء الإدماع قد يخلق ظروف ملائمة لإصابة الأوراق بالفطريات والبكتيريا.
ويكون ماء الإدماع ملحوظا في أواخر فصل الربيع وبداية فصل الصيف، خاصة فوق نجيل الحدائق، الذي يظهر في الصباح الباكر على هيئة قطرة كبيرة من الماء في طرف كل نصل ورقي. ويمكن القيام بظاهرة الإدماع مخبريا، وذلك بواسطة تغطية أصيص بناقوس زجاجي فيه بادرات لنبات الذرة المزود بالماء.

## معرض صور

## وصلات خارجية
- Transpiration by Trees
- USGS The Water Cycle: Evapotranspiration